# Catedral basílica de Nuestra Señora del Rosario (Manizales)
La Catedral Basílica Metropolitana Nuestra Señora del Rosario de Manizales es un templo católico, emplazado frente a la Plaza de Bolívar, en la ciudad de Manizales, Colombia. Con 115 m de altura desde la base del templo sobre la carrera 22, es la catedral más alta de Colombia y compite contra la Basílica del Voto Nacional en Quito, Ecuador, por ser la más alta de Hispanoamérica y el templo neogótico más alto de América. Este dato se obtiene tras la retirada de la cruz de aluminio colocada en 1992, y la instalación de una nueva cruz con un cristo en el 2017. Además, fue el edificio más alto de Colombia por 33 años: entre 1936 y 1969.
El diseño arquitectónico correspondió al arquitecto jefe de los monumentos históricos de París, el francés Julien Polti, y el responsable de la construcción fue la firma italiana Papio Bonarda & Co, formada por Angelo Papio y Gian Carlo Bonarda. La catedral tiene un área de 2300 m² y una capacidad para 5000 personas. Posee un majestuoso baldaquino (dosel soportado en columnas) sobre el altar principal. Además, Se ofrece un tour turístico por varios guías especializados en ese tema. Su duración es de unos 75 minutos aproximadamente.

## Historia

### Templos anteriores

#### Primer templo
El doce de octubre de 1849, el Estado de Antioquia otorga el permiso de creación del distrito parroquial de Manizales, para lo cual era una obligación que el poblado tuviese un templo y un sacerdote, para ello se construye la primera capilla en el centro del municipio (el lugar que hoy ocupa la Catedral actualmente), esta capilla medía 8 metros de largo por cuatro metros de frente en madera y paja, se demuele en 1854; el primer cura de Manizales fue el presbítero Bernardo José Ocampo.
En 1854 se comienza a construir el primer templo parroquial utilizando madera, tapia y calicanto materiales utilizados en toda Antioquia en aquella época, este templo se terminó de construir en 1869, lo comenzó a construir el padre Ocampo y lo terminó el presbítero José Joaquín Baena. Debido a varios movimientos sísmicos este templo fue demolido por el padre Gregorio Nacianceno Hoyos en 1886. Tenía 15 de ancho por 64 m de largo.

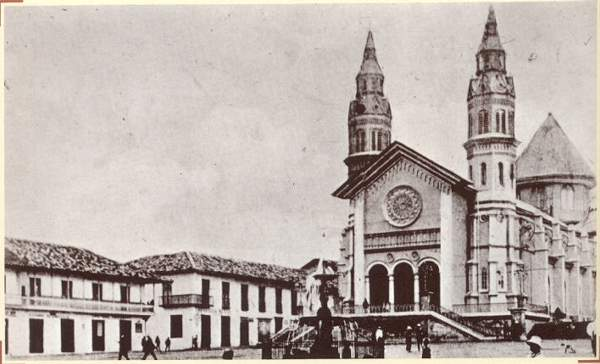
Primera catedral, destruida en el incendio de 1926.

#### Segundo templo (Primera Catedral)
El 26 de agosto de 1888 empezó la construcción del segundo templo parroquial encargado al arquitecto bogotano Mariano Sanz de Santa María, se termina de construir en 1897 y se convertiría en la primera catedral en 1900, cuando el Papa León XIII creó la diócesis de Manizales, e inaugurada en marzo de 1901.
Dos incendios atacarían la Catedral, el primero, el 3 de julio de 1925, que por los grandes esfuerzos de los manizalitas logró detenerse y el segundo -fatal- el 20 de marzo de 1926, la derrumbó totalmente.
Actualmente se conserva una réplica de esta catedral en el barrio Chipre de Manizales.

### Actual catedral

#### Concursos

##### Primer concurso
El obispo de Manizales, monseñor Tiberio de Jesús Salazar y Herrera, convocó el 24 de marzo, apenas cuatro días después del desastre, la primera junta de reconstrucción. Esta junta estuvo conformada por Aquilino Villegas, Rafael Genaro Mejía, Manuel Felipe Calle, el Padre Luis Carlos Muñoz (párroco de la Catedral), el propio Obispo y con el padre Adolfo Hoyos como secretario. 
La iniciativa de esta junta fue ampliamente respaldada por toda la ciudad. La búsqueda de un arquitecto para diseñar el proyecto de reconstrucción fue la siguiente etapa. Para ello, se lanzó inicialmente en 1926 un concurso nacional para la presentación de los planos, pero este no dio un resultado y fue declarado desierto porque las propuestas no se ajustaban a los requerimientos estéticos, técnicos y económicos de la Junta. Los siguientes fueron los participantes de esta convocatoria:
- Benjamin Eduardo Canals Dussan
- Gian Carlo Bonarda
- Manuel Rincón O.

##### Segundo concurso
Por los pocos resultados del concurso local, se acudió al extranjero a dos manizaleños residentes en París: Miguel Gutiérrez A. y Victoriano Arango, para la gestión del concurso en dicha ciudad, donde se realizó en 1927, teniendo como jurado al inspector general de monumentos históricos de Francia Genuys, el contralor general Paquet y el constructor y revisor de construcciones religiosas Blachette, y dejando como ganador al arquitecto Julien Polti. Los siguientes fueron los participantes del concurso:
- Paul Tournon
- Marcel Pouteraud
- Julien Polti
- Gustave Umbdenstock

#### Construcción
Los planos llegaron a Manizales a fines de 1927 y se comenzó la construcción el 5 de febrero de 1928.
La primera piedra fue colocada por Monseñor Tiberio de Jesús Salazar, en ese entonces obispo de Manizales. Su construcción fue detenida a finales de la década de los 20 y comienzos de la década de los 30, por la crisis mundial que se vivía en ese momento. Los trabajos se reanudaron el 7 de febrero de 1935. Durante esta etapa, se edificaron las cuatro torres laterales y se construyeron los techos abovedados. Se concluyó este periodo constructivo en diciembre de 1936.
En 1938, la Catedral resistió un sismo en la etapa de construcción que dejó varios daños menores en la estructura del templo.
La obra fue terminada por completo el 29 de septiembre de 1939.
La catedral está construida en hormigón armado. Se trata de una obra pionera en el empleo de este método, pues en la época en que se llevó a cabo su construcción, este sistema tan solo llevaba veinte años de conocido.
La Catedral ha resistido tres grandes sismos, en 1962 (donde colapsó una de las torres que luego fue reconstruida entre los años de 1989 y 1990), 1979 y 1999.

#### Proclamación como basílica
El 23 de diciembre de 1951, el Papa Pío XII otorgó el título de Basílica, mediante un documento leído frente a las instituciones gubernamentales, cívicas y educativas de la ciudad.
Esta catedral todavía se encuentra intacta y ha podido pasar por todos los problemas que se han tenido. La Catedral de Manizales es un gran Monumento Nacional y ha tenido gran éxito.

#### Proclamación como Monumento Nacional
La Catedral fue declarada como Monumento Nacional en 1984, en el gobierno del presidente Belisario Betancur.

## Características

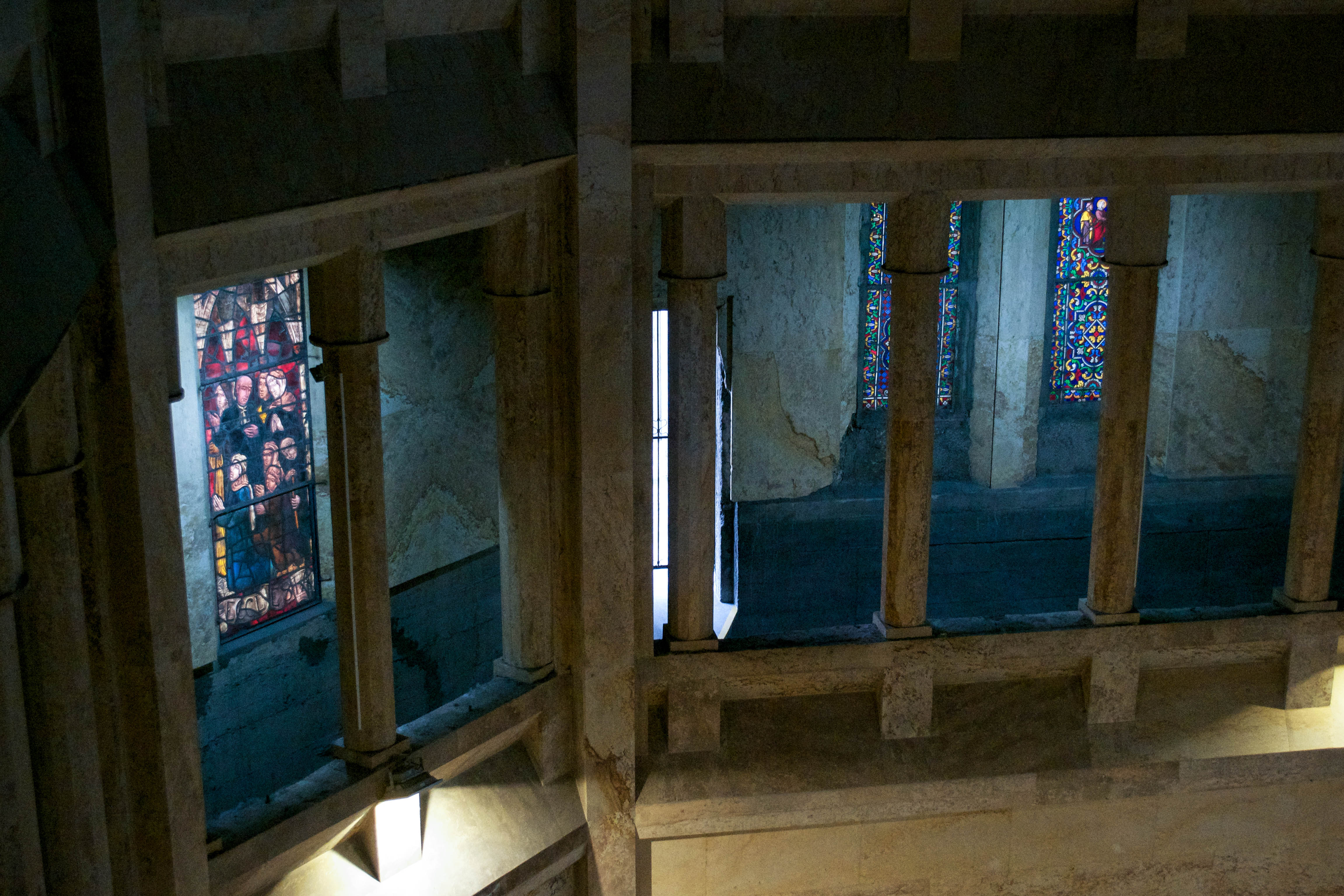
Pasillos interiores de la Catedral.

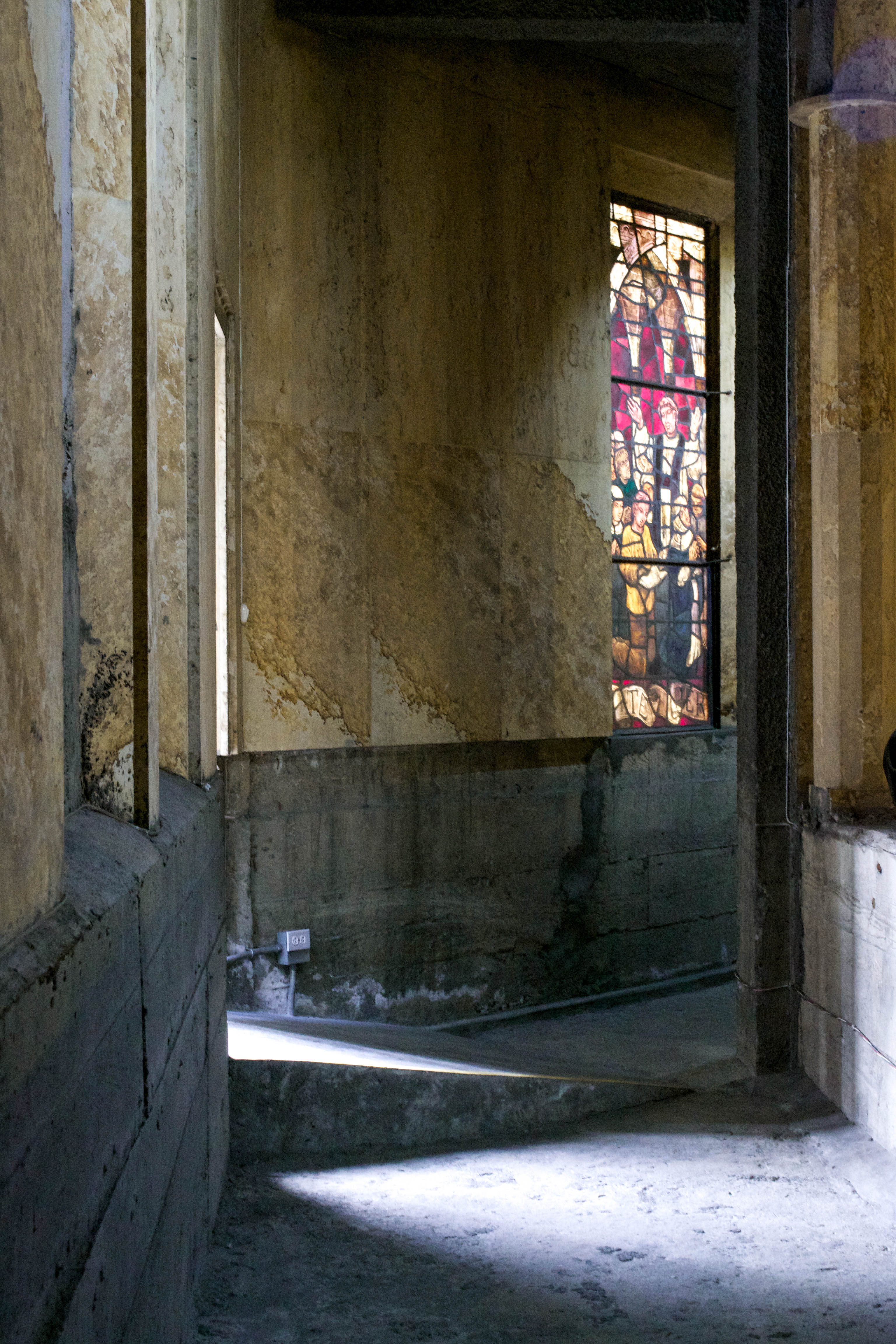
Pasillo interior de la Catedral.

La Catedral fue construida en hormigón armado, con un área de 2300 m² y una capacidad para 5000 feligreses. Posee una torre central de 115 m de altura donde se encuentra el corredor Polaco y cuatro torres laterales de 62 m de altura cada una, denominadas como: la de San Pablo, Santa Inés, San Marcos y la de San Francisco, éstas se conservaron hasta 1962, cuando un sismo que azotó la ciudad derribó la torre de San Francisco, permaneciendo en esas condiciones 26 años, hasta su reconstrucción. En la actualidad las imágenes que coronan las torres laterales son San Juan Bautista, San Juan María Vianey, San Pedro Claver y Santa Rosa de Lima. Las puertas principales de la Catedral son de bronce diseñadas por Leopoldo del Río, donde están plasmados los hechos históricos más importantes de la ciudad: su fundación, su primera iglesia y los terremotos e incendios que afectaron la ciudad hasta 1926.
El templo tiene planta en cruz griega, tres naves, presbiterio con el baldaquino decorados para el altar mayor y coro para los canónigos.
La mayoría de elementos de esta catedral son parte de la arquitectura gótica, aunque tiene algunos detalles Bizantinos y Romanos.

### Altar

Altar
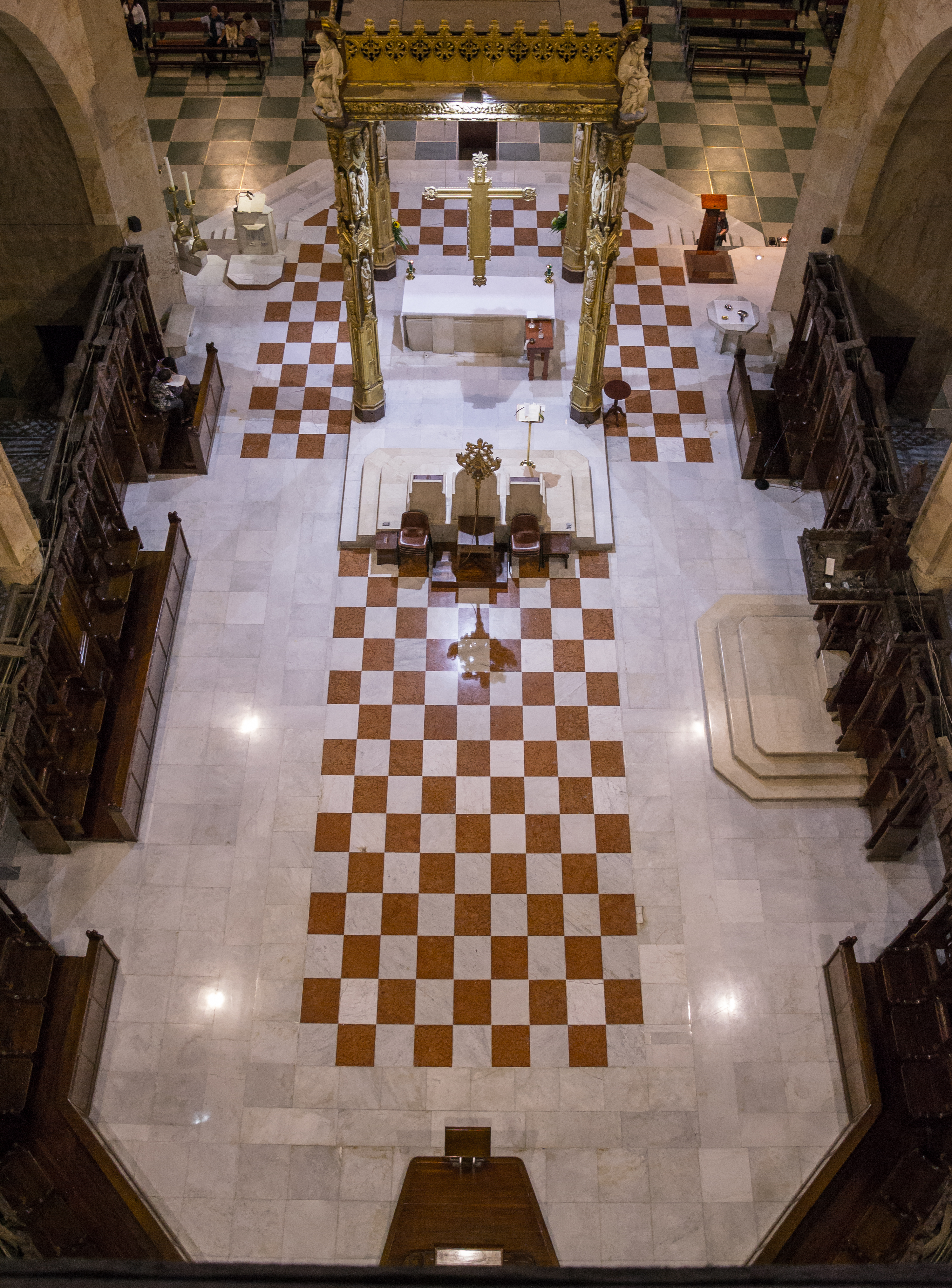
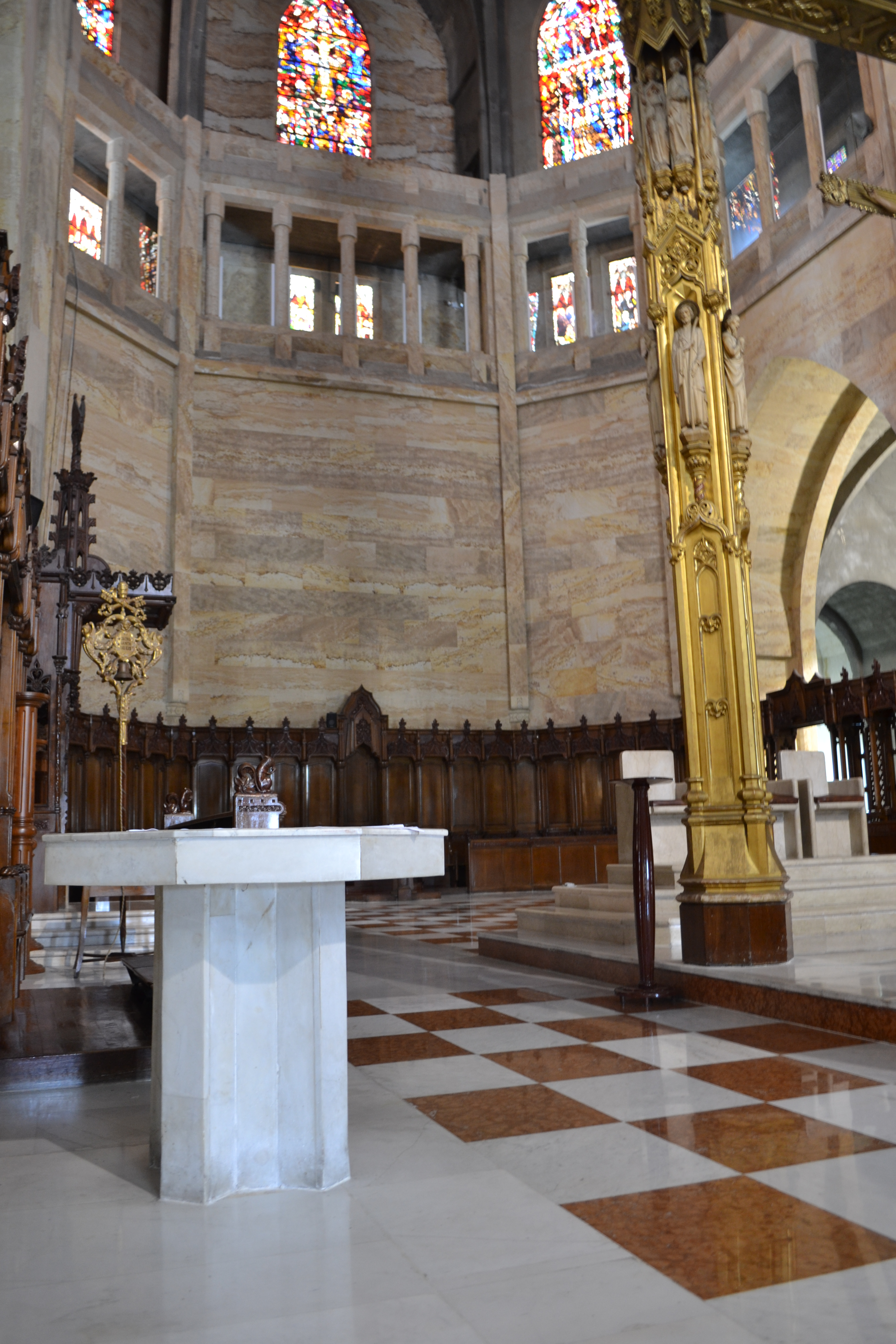
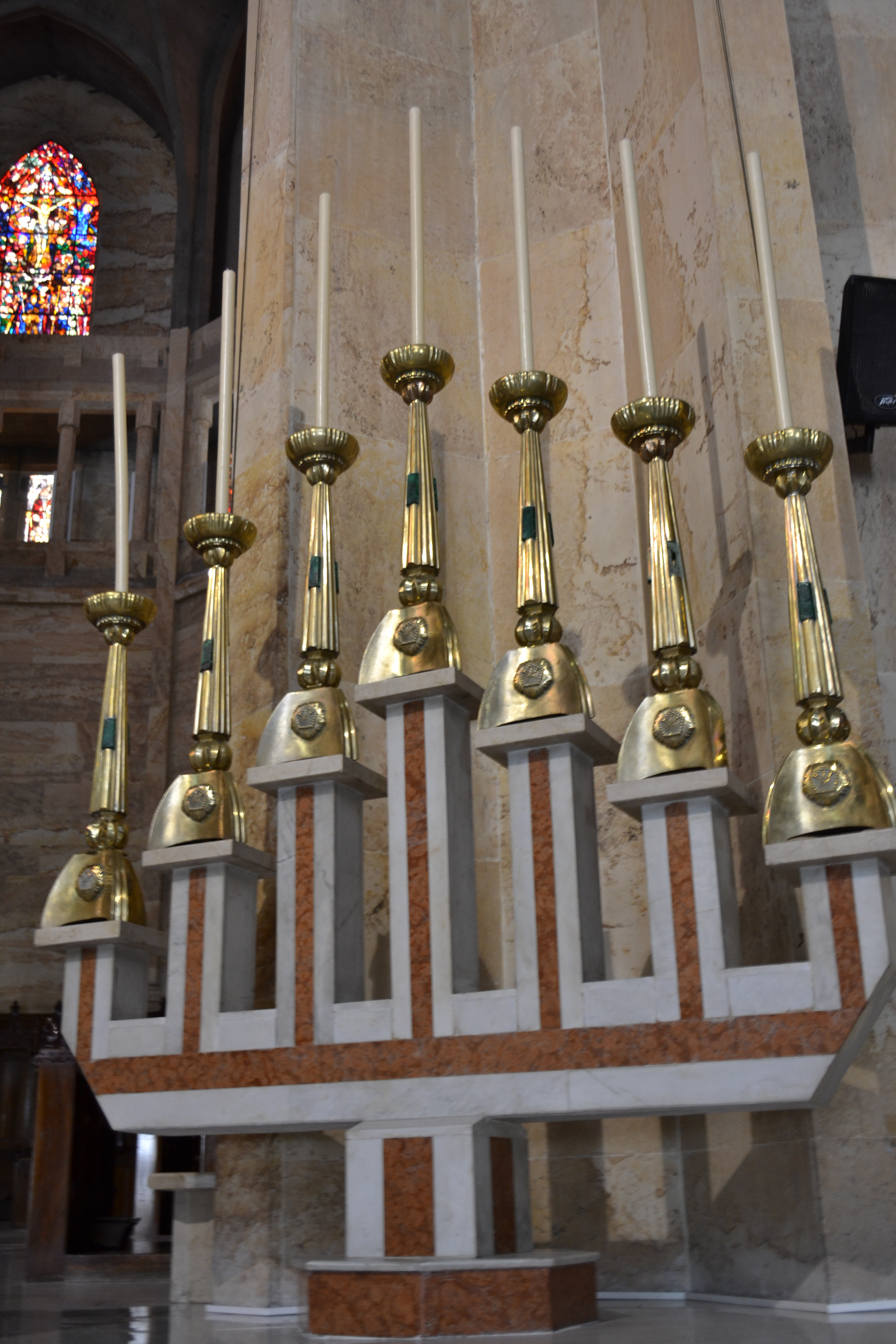
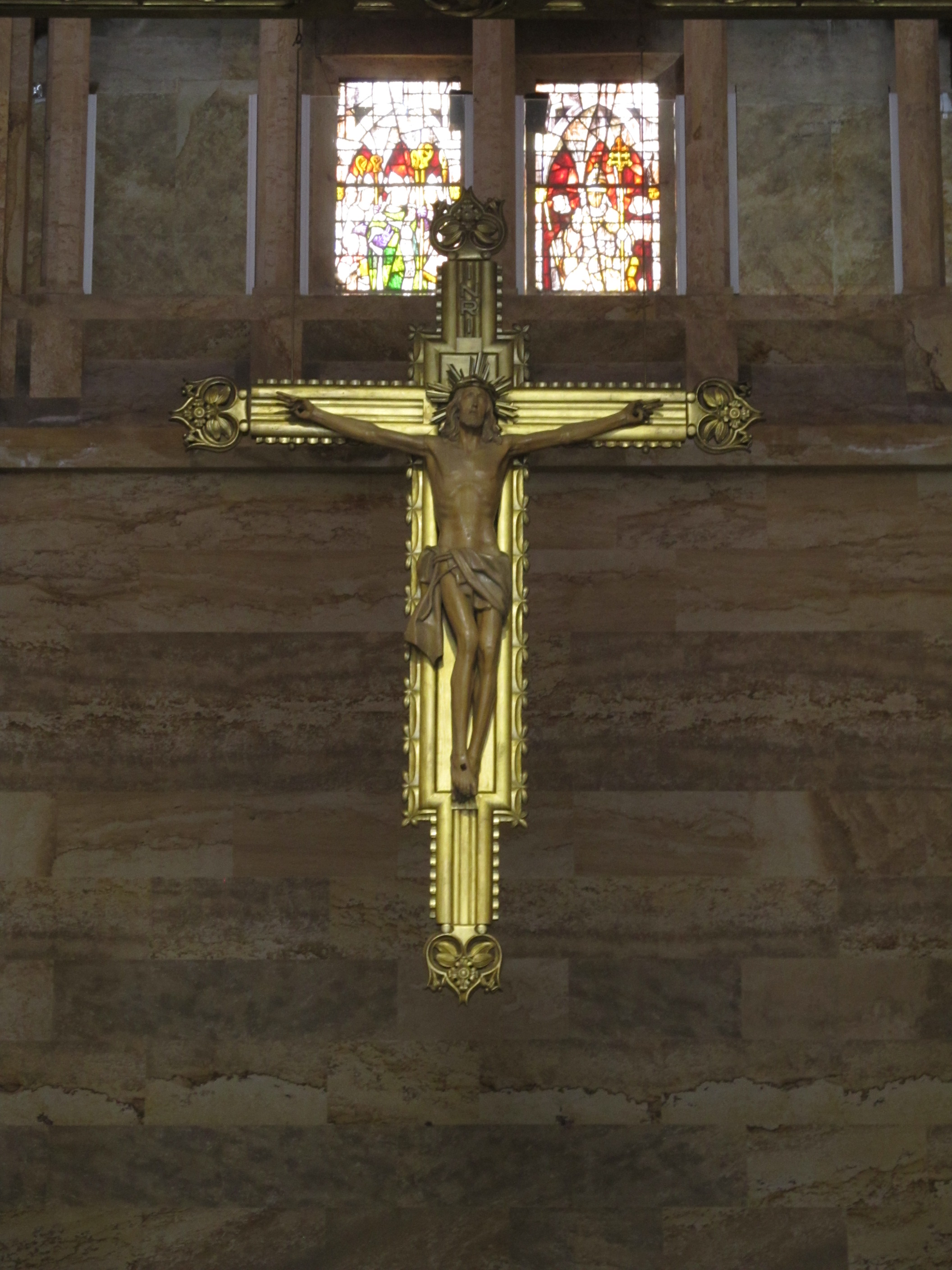
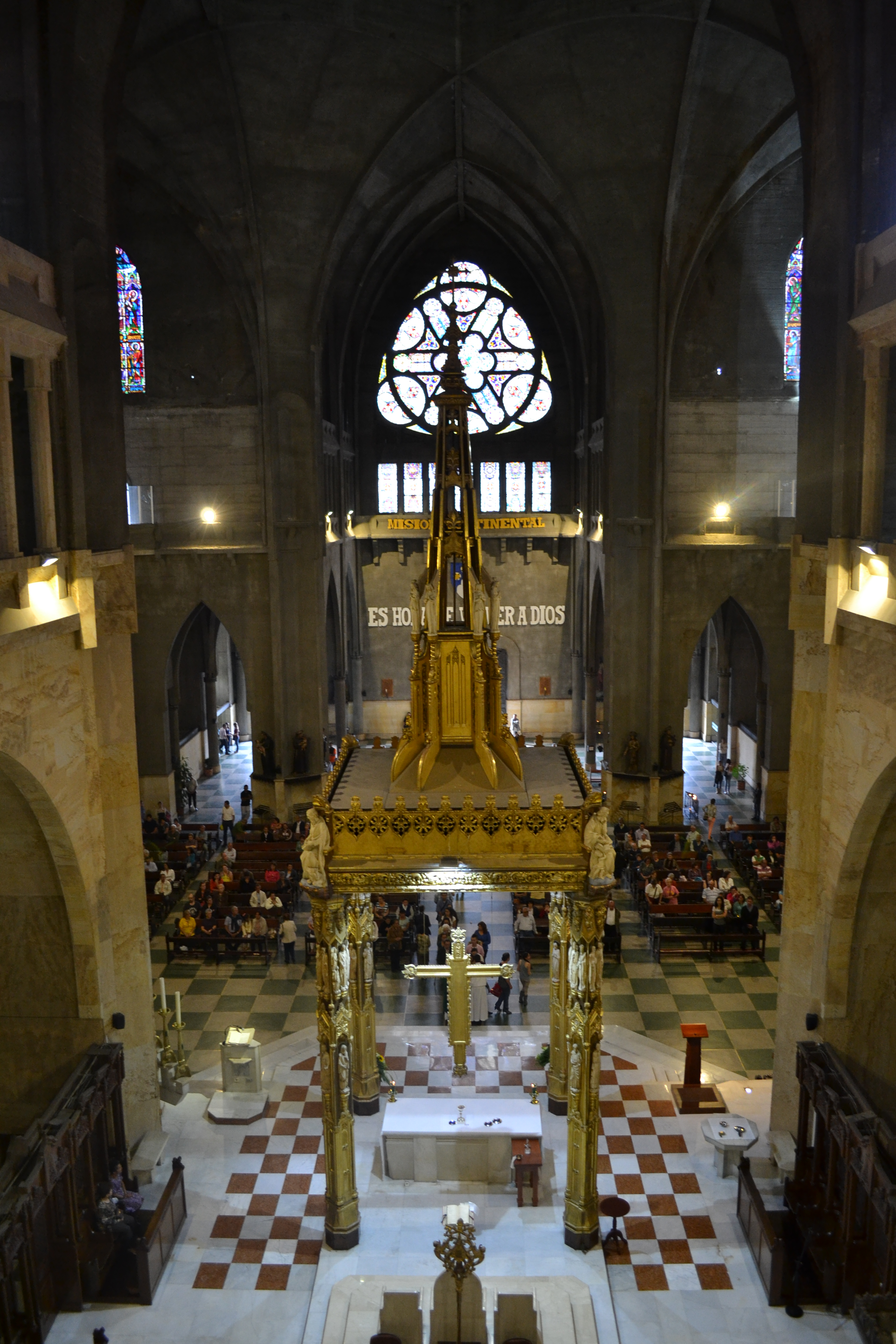

#### Baldaquino

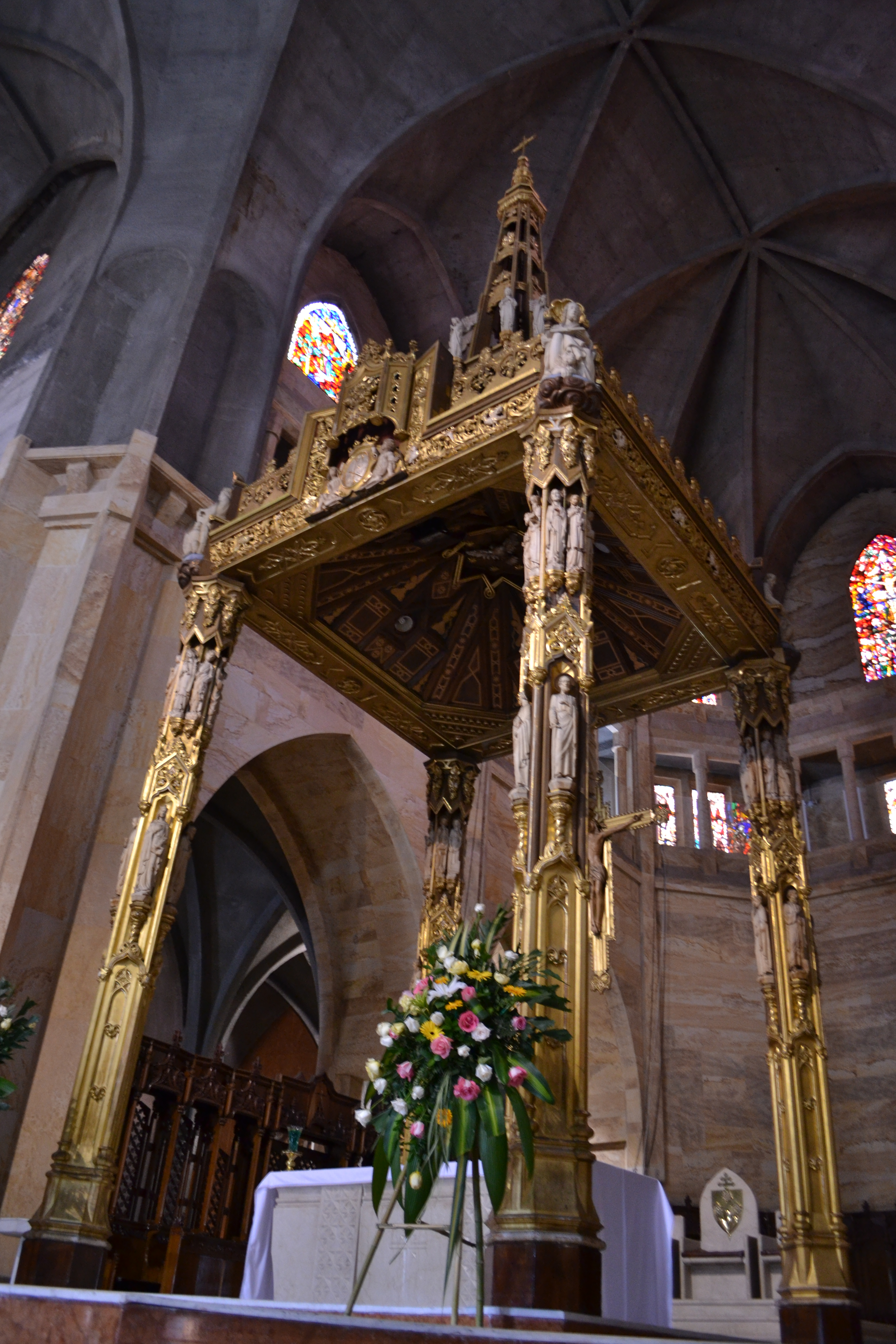
Baldaquino.

Para darle realce al altar, se realizó este baldaquino, de 14 M de altura, dorado que tiene en su columna 64 imágenes de santos, las cuales representan la corte celestial y la comunión de los santos.
Los santos que se representan, están situados alrededor de las cuatro columnas, fueron tallados en madera, cada uno adoptando diferentes posiciones mostrando el recibimiento de los difuntos al cielo. Todos fueron tallados por aparte
El baldaquino fue diseñado en Nueva York, por la firma Rambusch, trabajado en Italia, por la casa Stuflessu de Ortisei, provincia de Bolzano.
Está construido en con armadura de hierro, forrado en madera. Fue armado por Hernando Carvajal y revestido de color dorado (el revestimiento se hizo en laminilla de oro) por Manuel Vargas.
Fue trasladado el 24 de octubre de 1990, junto con el altar, 12 m hacia delante, del sitio original, hasta el lugar que ocupan actualmente.

### Vitrales

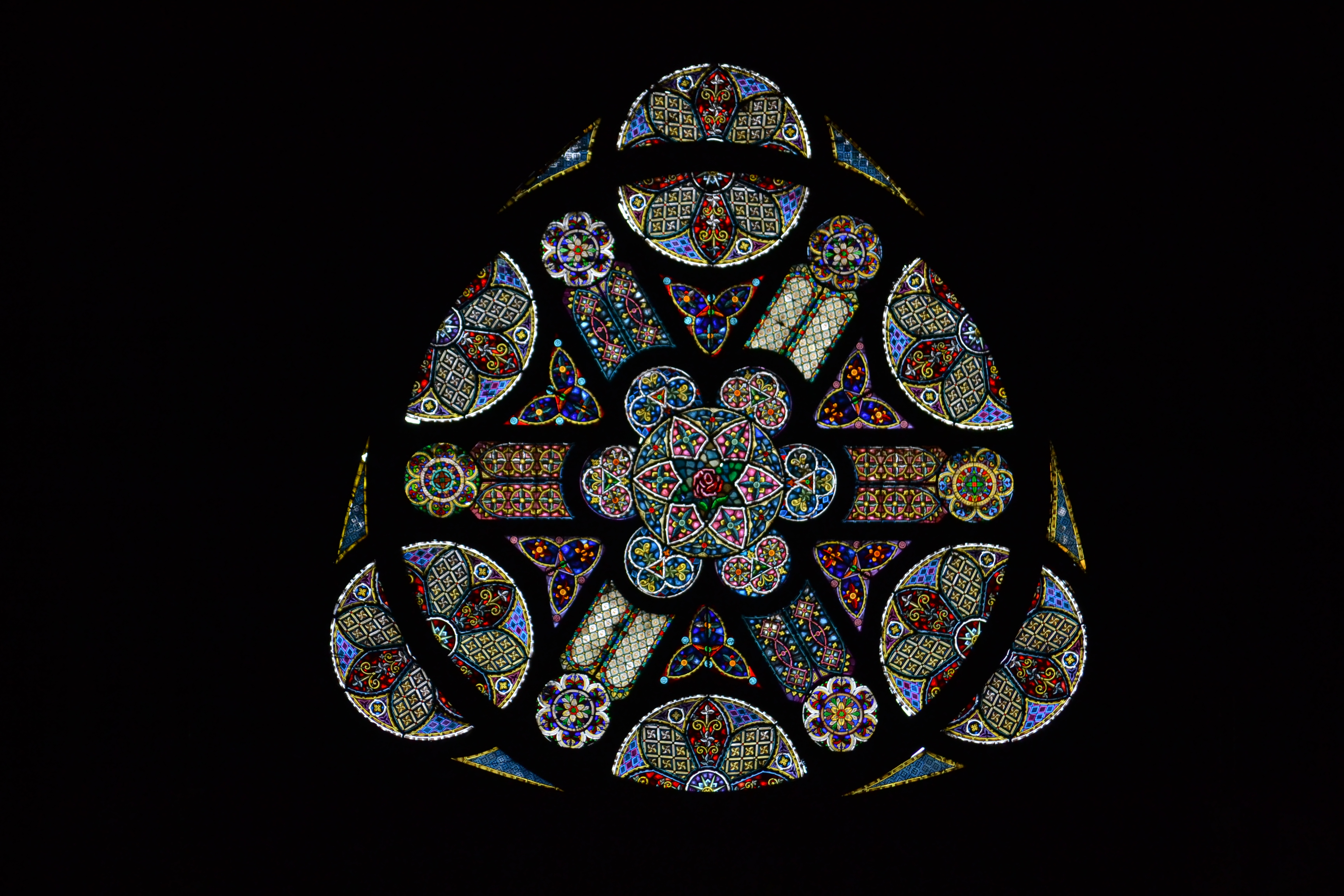
Rosetón mayor de la Catedral.

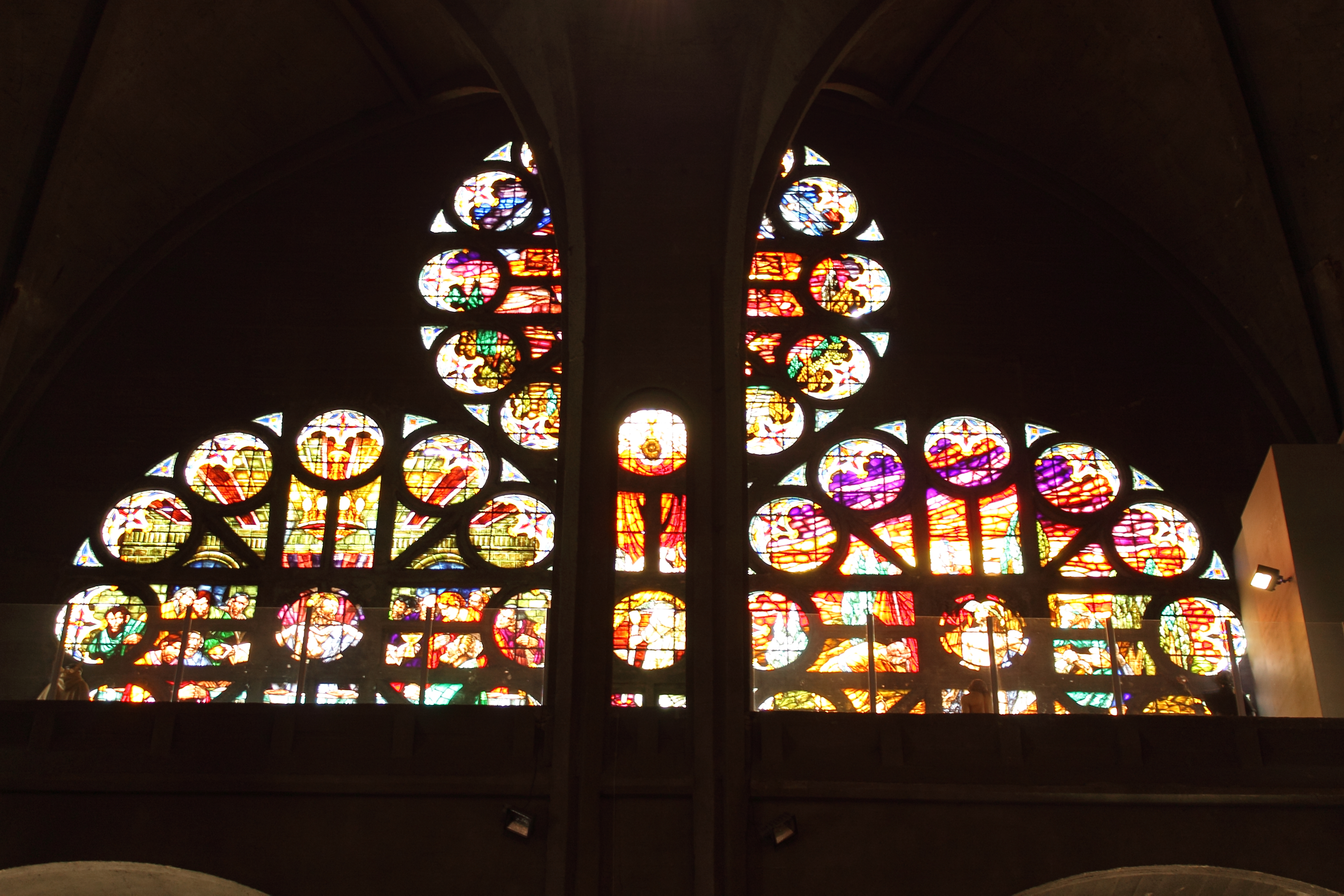
Vista general del rosetón lateral.

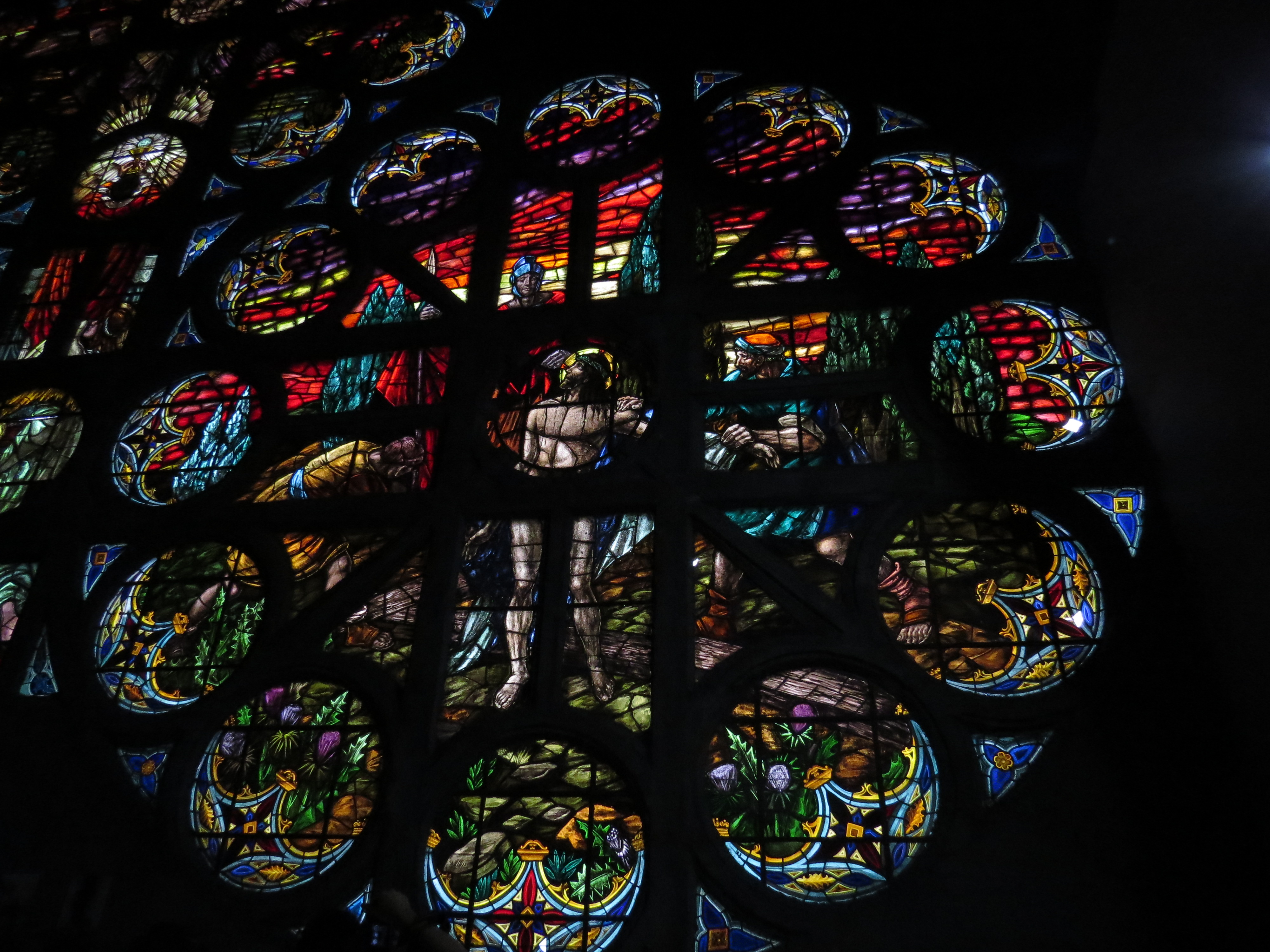
Vista en detalle del rosetón lateral.

La Catedral Basílica de Manizales alberga un  conjunto de vitrales, con un total de 141 distribuidos en sus distintos pisos además de los 3 rosetones (uno frontal y dos laterales), algunos de ellos compuestos por más de 300 vidrios, constituyen una superficie de alrededor 1000 m² entre todos, en los cuales hay obras de artistas franceses, italianos y colombianos.
Los vitrales de mayor relevancia en la catedral son los siguientes:
- Vitral de la Última Cena: representa la cena que tuvo Jesús y los doce discípulos.
- Vitrales de Abraham y Melquisedec: representa a Abraham en el momento de sacrificar a su hijo Isaac; también aparece Melquisedec que ofrece vino y pan.
- Vitral del rico Epulon y del pobre Lázaro: representa el pasaje bíblico del Evangelio de San Lucas.
- Vitral de las vírgenes necias y prudentes: representa la Parábola de las Diez Vírgenes del Evangelio de Mateo.

#### Rosetón
El rosetón mayor se sitúa sobre la puerta principal que da a la plaza de Bolívar, reemplazó a otro dedicado a la Santísima Trinidad, instalado allí mismo a principios de la década de 1960, el cual fue confeccionado en un taller provisional ubicado en la  cripta de la catedral  a cargo del artista catalán Ismael Font.
En 1968, el arzobispo Duque Villegas ordenó su desmontaje, argumentando que su composición era poco afortunada y su colorido demasiado llamativo, por lo cual fue reemplazado por un rosetón de juegos geométricos al estilo de un caleidoscopio diseñado por Mario de Ayala en Cali, el cual evoca a la Virgen del Rosario.
Mario de Ayala también elaboro los rosetones laterales, en la Casa Velasco de Cali con base en los diseños de Alberto Martorell, proveniente de la Academia de Artes de París, así como de Leandro Velasco, ganador del concurso para la instalación de los vitrales de la catedral de Washington. Estos evocan La Redención y La Encarnación.

### Arcos
La catedral posee arcos en semicírculo o bóveda son propios del estilo romano.
Estos mismos arcos cuando se cruzan (como sucede en este caso), son propios del arte bizantino.
También posee arcos apuntados, en forma de ojiva y las líneas que buscan la elevación del templo ofreciendo espacio para los vitrales, corresponden al arte gótico.

Arcos
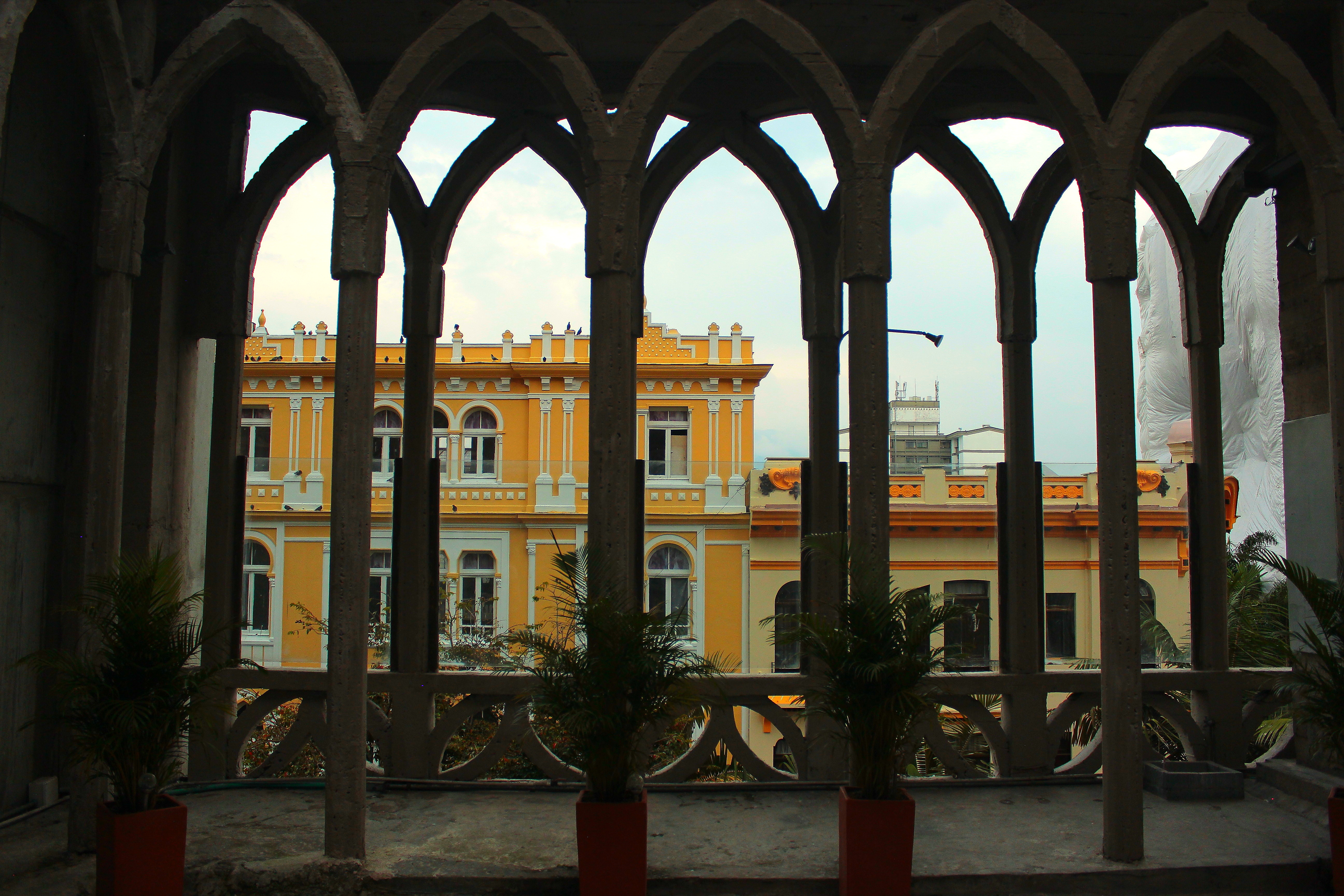
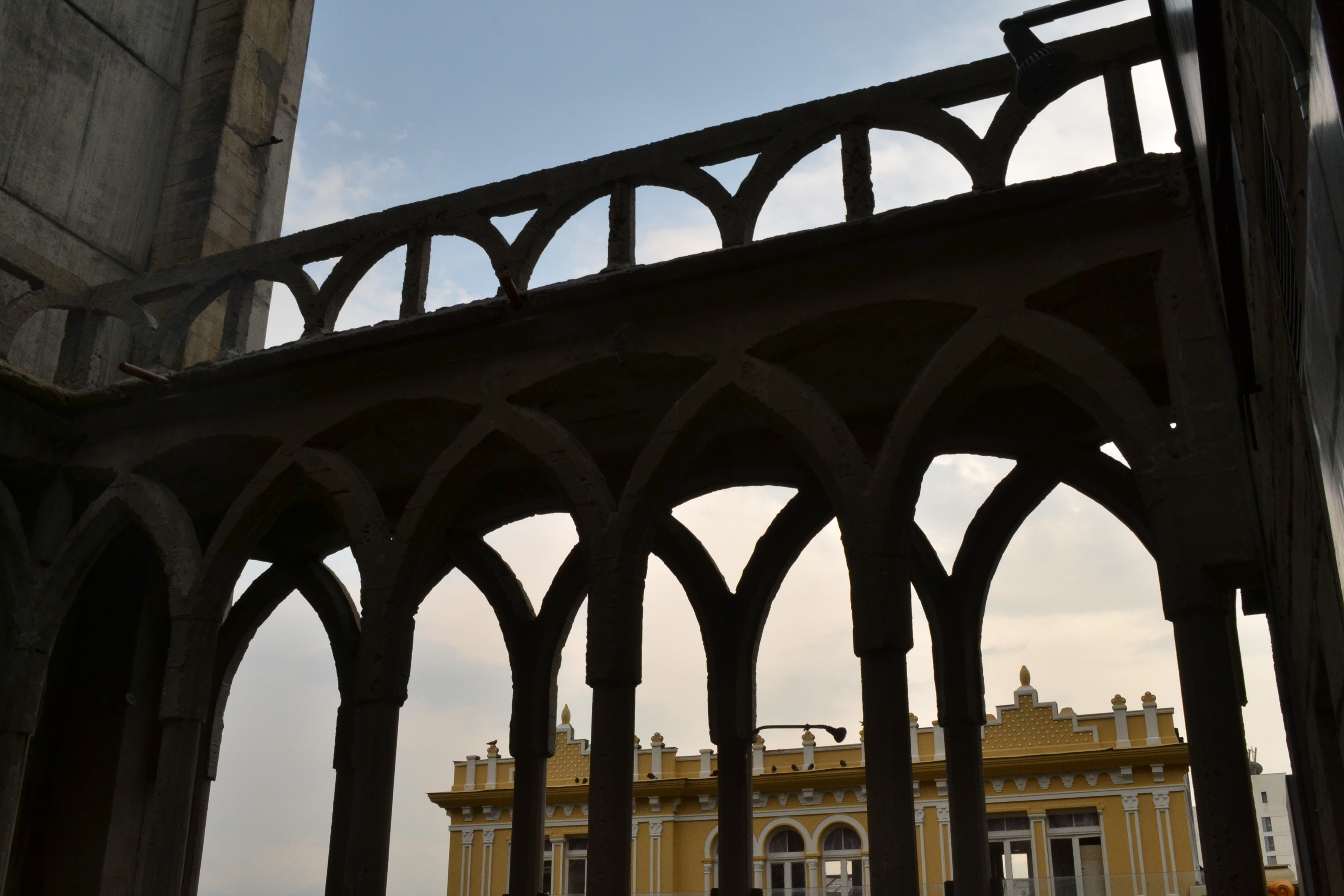
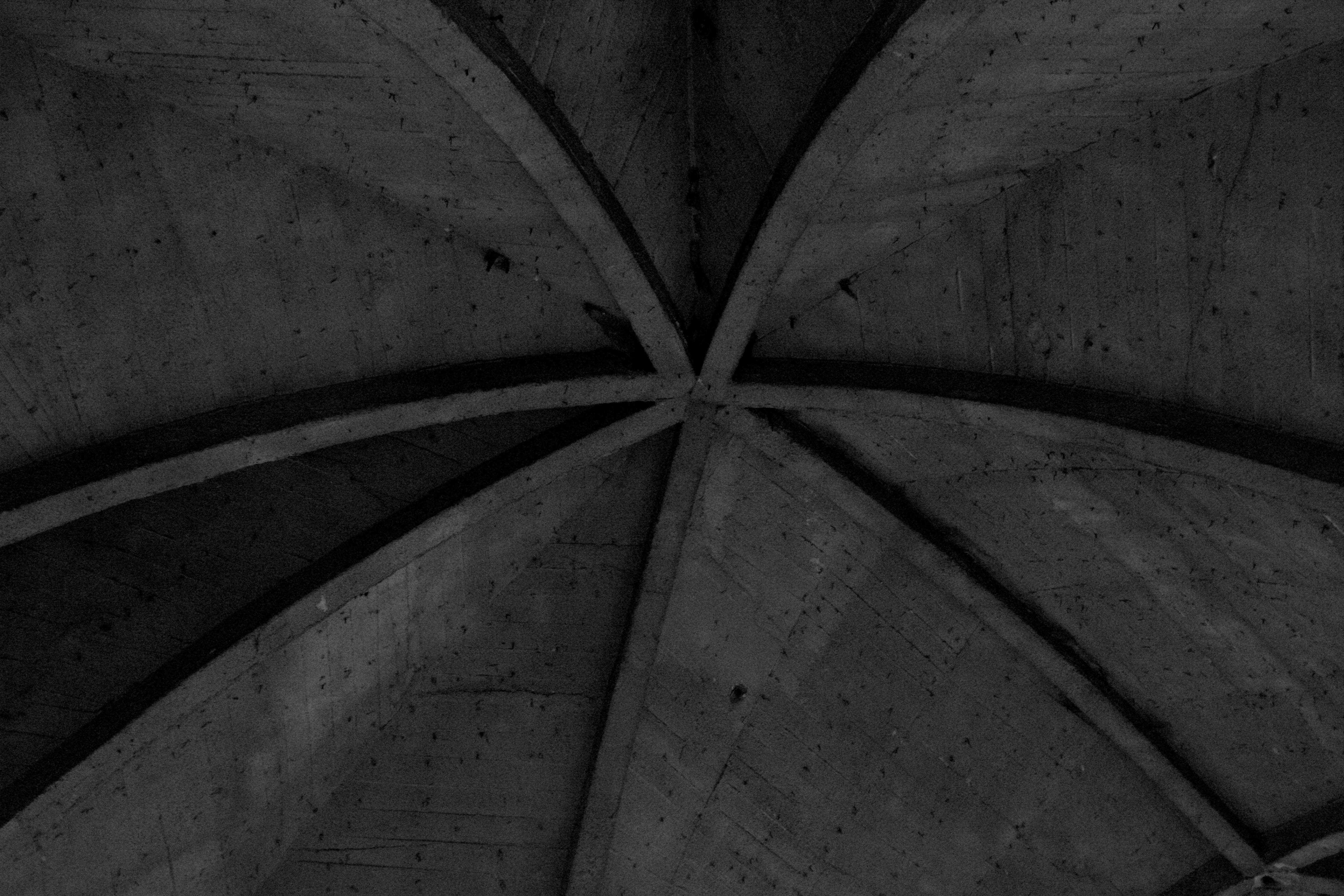

### Esculturas

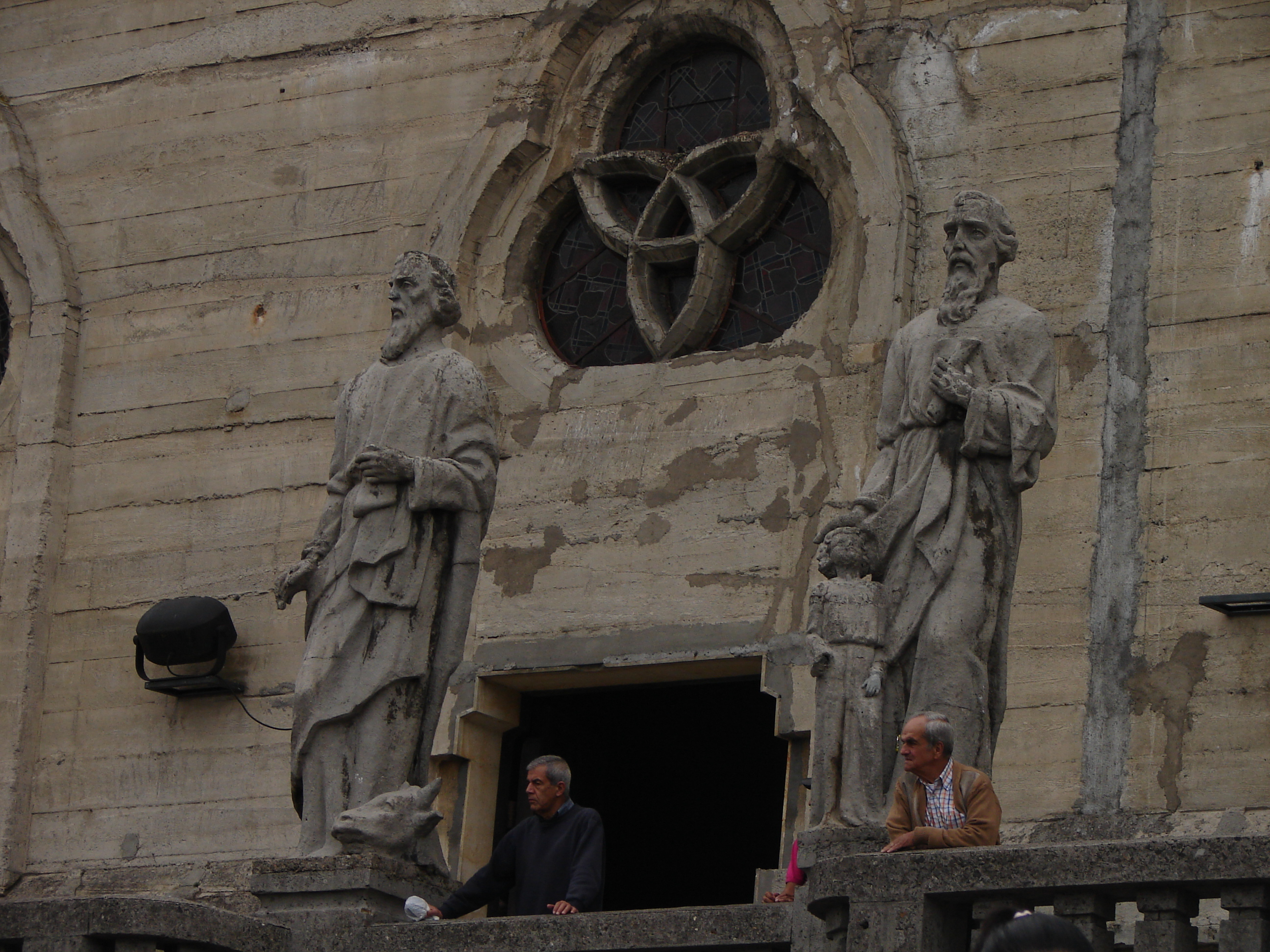
Esculturas del atrio de la Catedral.

La Catedral cuatro torres laterales coronadas por las esculturas de San Juan Bautista, San Juan María Vianey, San Pedro Claver y Santa Rosa de Lima.
El atrio principal sobre la plaza de Bolívar, está compuesto por 6 esculturas elaboradas en ferroconcreto, y con una altura de 2 m, las cuales representan a los 4 evangelistas, San mateo, San marcos, San Lucas y San Juan en el centro, elaboradas por el escultor Italiano Alideo Tazzioli Fontanini, y a los extremos por San Pedro y San Pablo elaboradas por el maestro Gonzalo Quintero Castaño y su alumno Guillermo Botero Gutiérrez.

### Puertas
El 14 de julio de 1963 se inauguró la puerta central de la catedral,diseñada por el sacerdote Jesuita Eduardo Ospina Bernal, con dibujos de los moldes de Ismael Font y fundidas en bronce por Leopoldo del Río Pérez, el peso de esta puerta 5 toneladas una escultura bella y llamada “el sueño de la catedral” muestra entre otras cosas: a la virgen del rosario, a la actual catedral, al  primer templo parroquial y su demolición, la construcción e incendio de la primera catedral.
La puerta occidental, llamada "La Parroquia" muestra: la Misa, la predicación, la procesión, el viático;la puerta oriental ofrece el tema "El Municipio Caldense" con cuatro cuadros muestra; el señor Alcalde, el Concejo municipal, el pregon y la plaza de mercado, realizadas por Leopoldo del Río Pérez.

Puertas
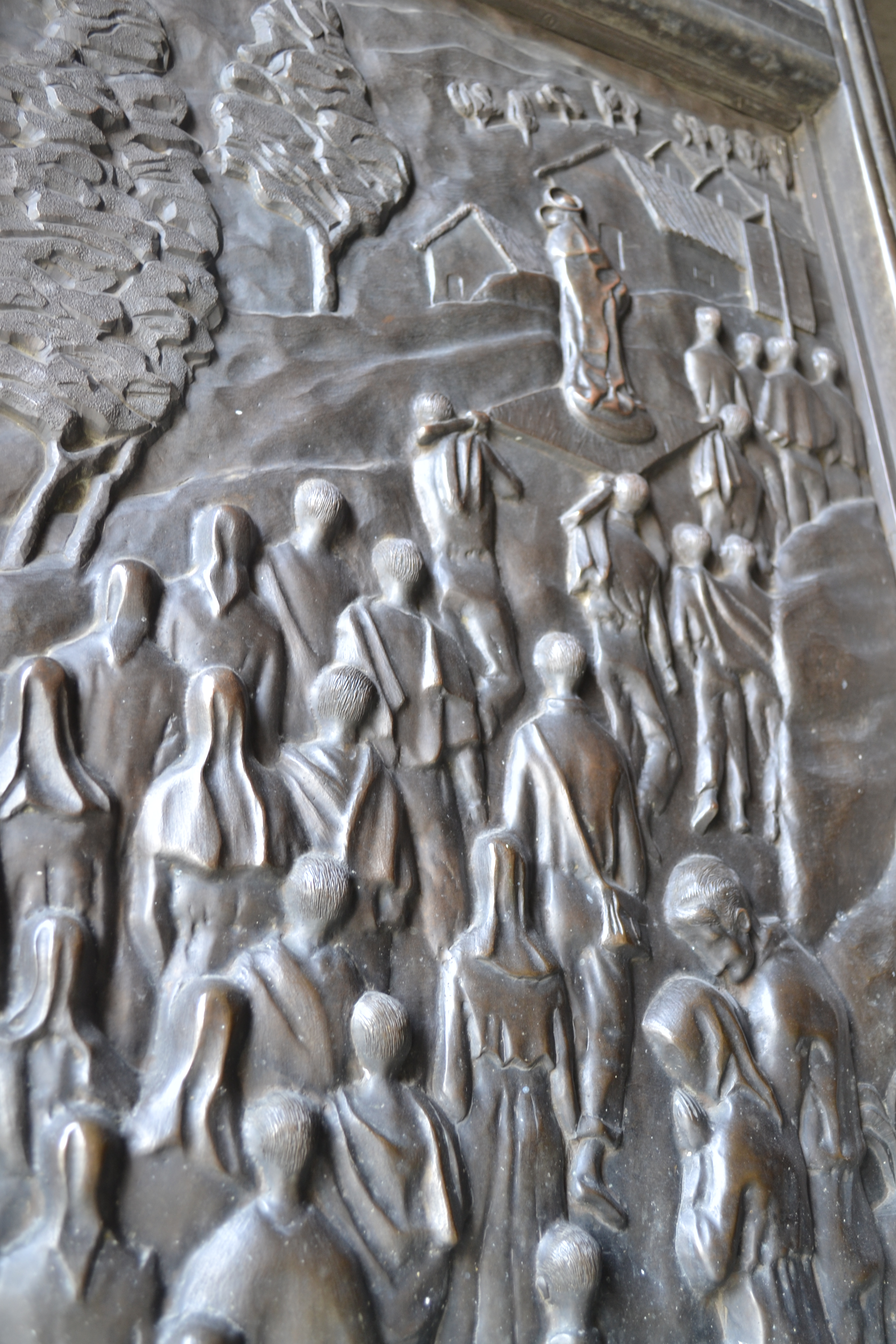
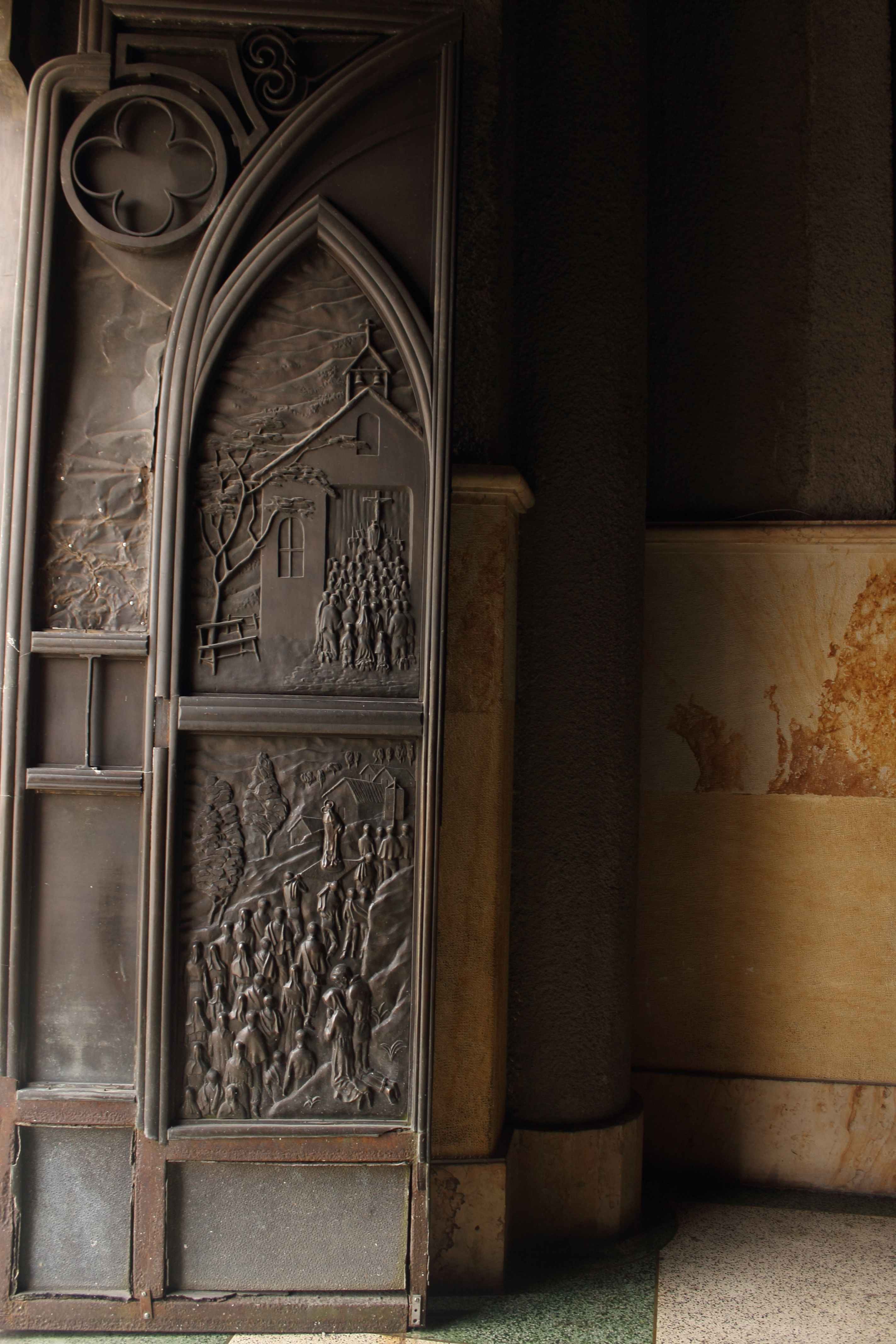

### Corredor Polaco

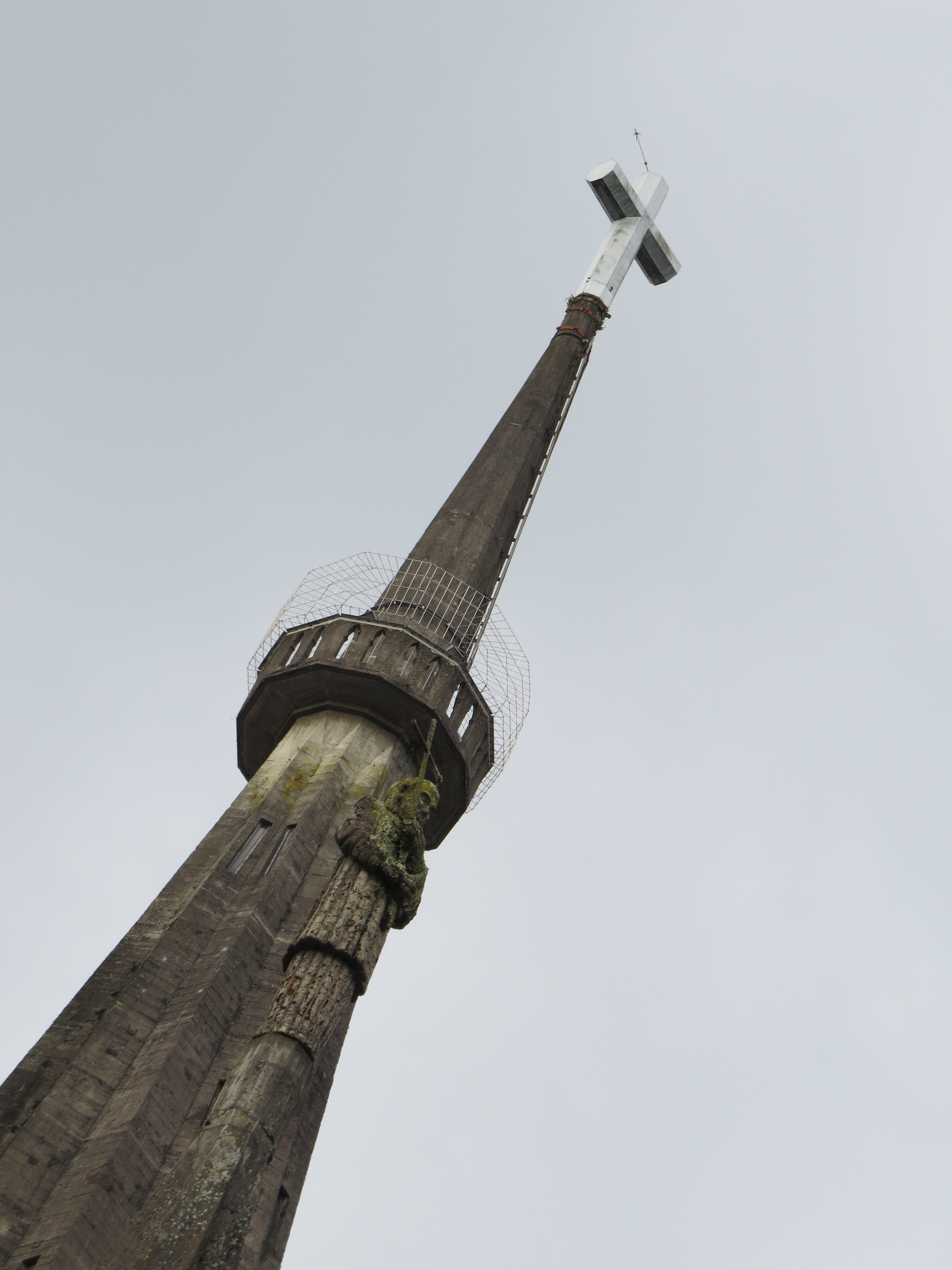
Corredor polaco.

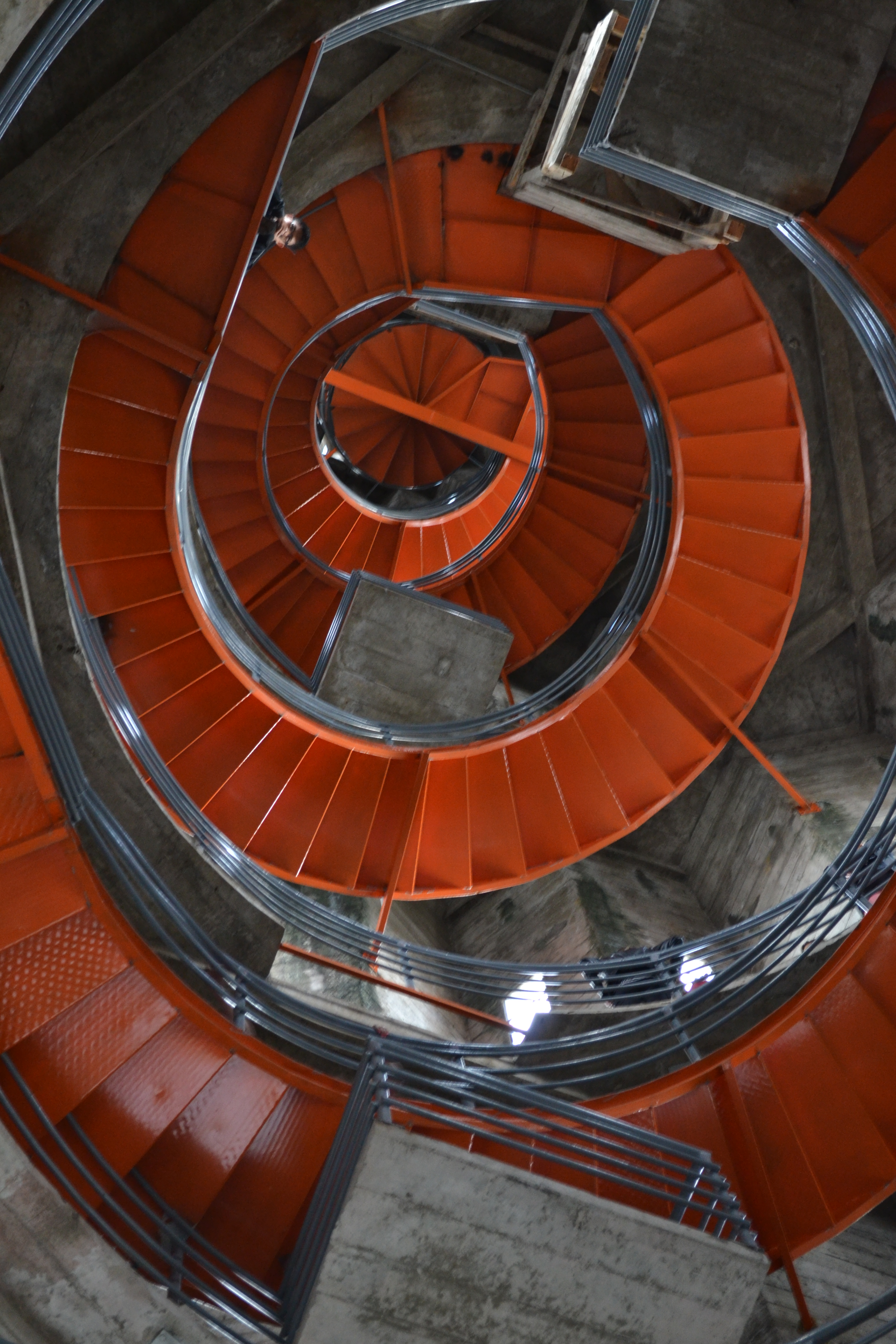
Interior torre principal.

El corredor polaco es como su nombre lo dice un corredor ubicado en la parte superior de la torre central.
Está ubicado a 102m de altura, lo que ofrece una vista panorámica de toda la ciudad. Fue abierto al público a mediados de 1959 pero fue cerrado en 1977 por falta de medidas de seguridad y por el mal estado de sus escaleras hechas de madera, que eran de un tamaño aproximadamente de 30 cm de altura y 40 cm de ancho, que reducían su tamaño a medida que se ascendía.
Fue reabierto al público en 2008, después de una remodelación total de sus medidas de seguridad construyendo e iluminando nuevas escaleras; con un costo cercano a los 100.000 dólares.
En la actualidad se realizan recorridos turísticos hasta el Corredor Polaco donde los visitantes tendrán una visual de 360° de la ciudad de Manizales, a través de los recorridos los visitantes podrán acceder por la ruta de los vitrales en el segundo y tercer nivel que hasta el año 2013 estuvieron cerrados al público, además en la actualidad se puede conocer la torre del reloj 
Los horarios de atención al público son todos los días de 9:30 a. m. – 6:30 p. m. incluyendo domingos y festivos. 
Costos: adultos $13.000 – niños $8.000
reservas: celular 3126483762

Corredor polaco
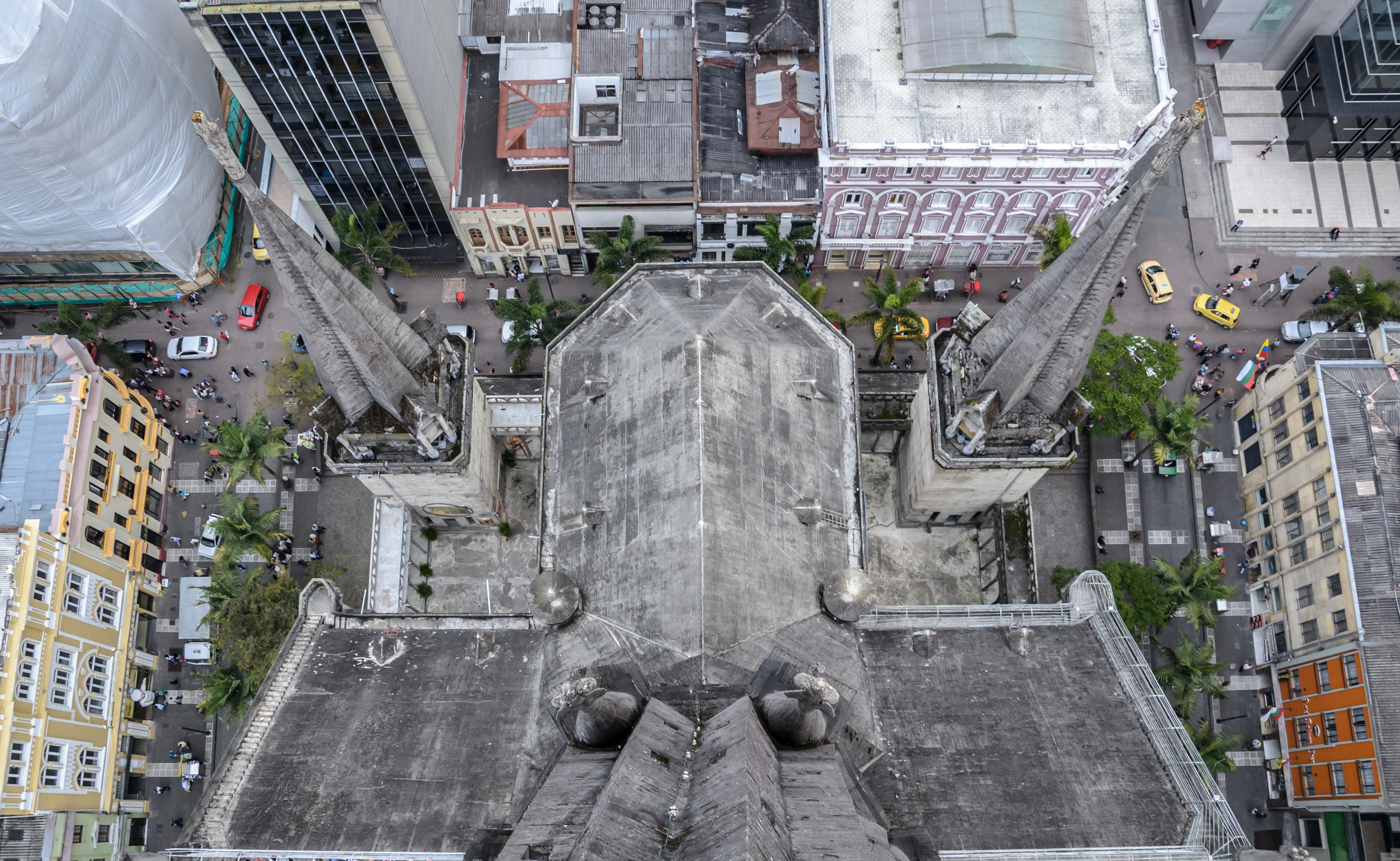
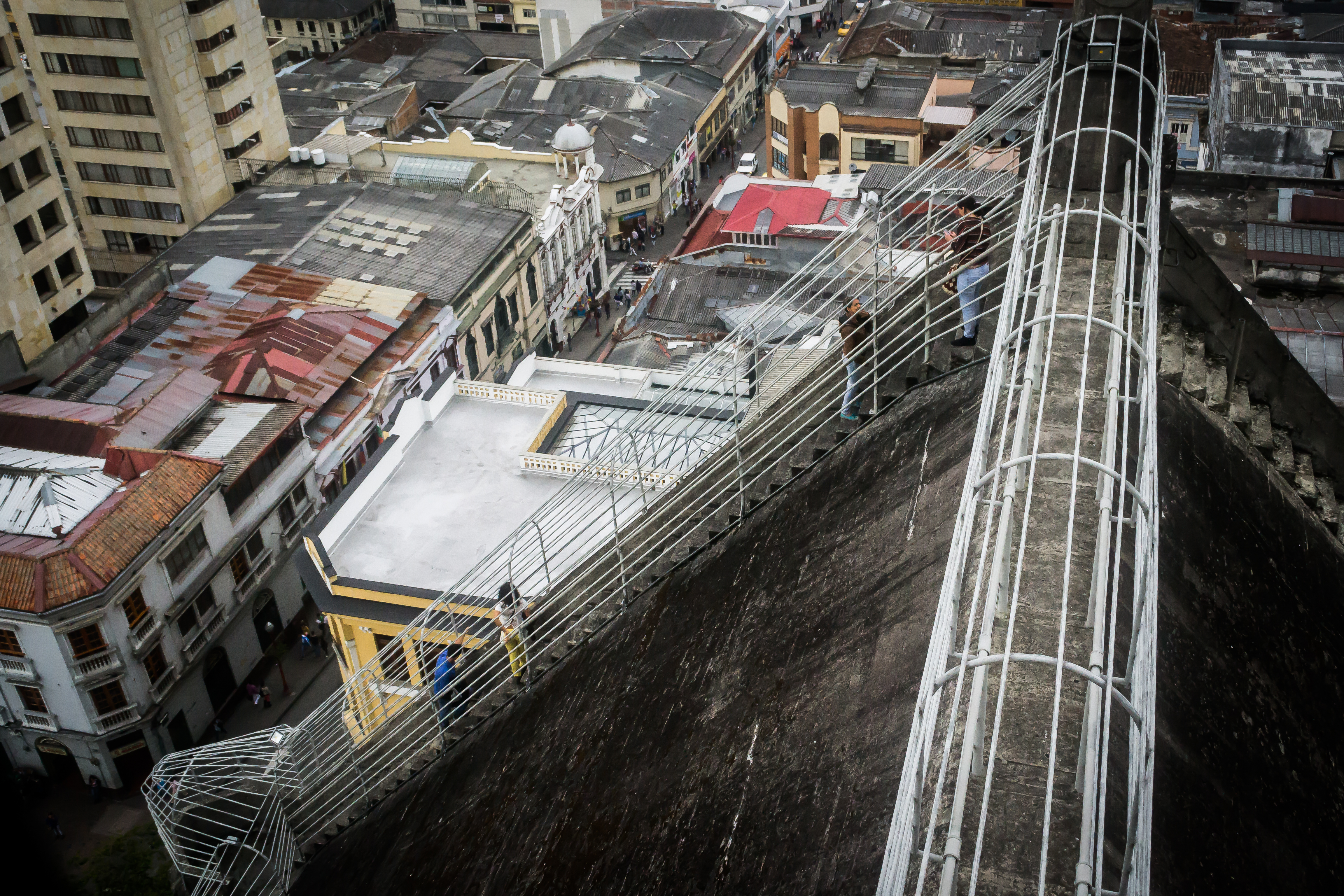
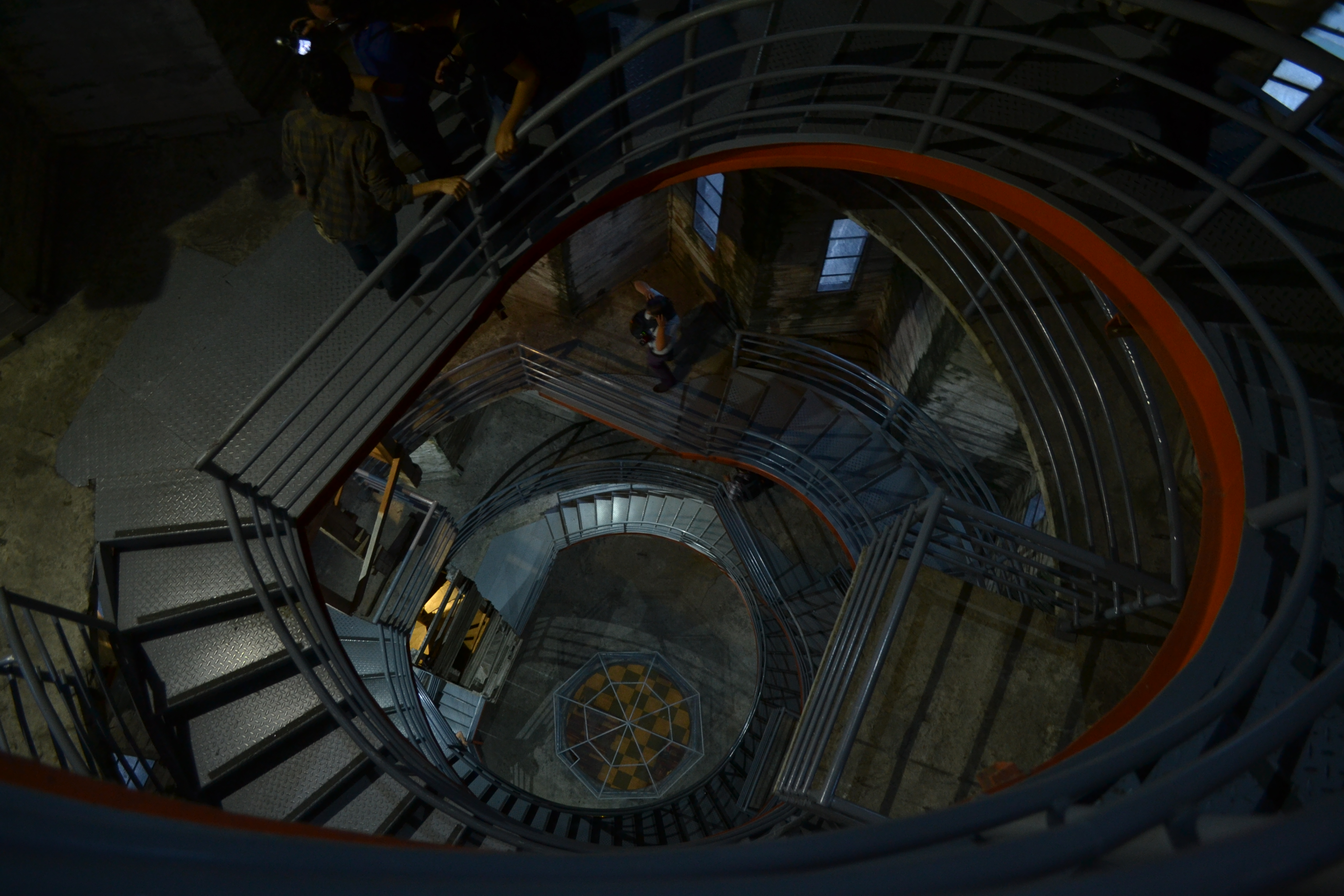
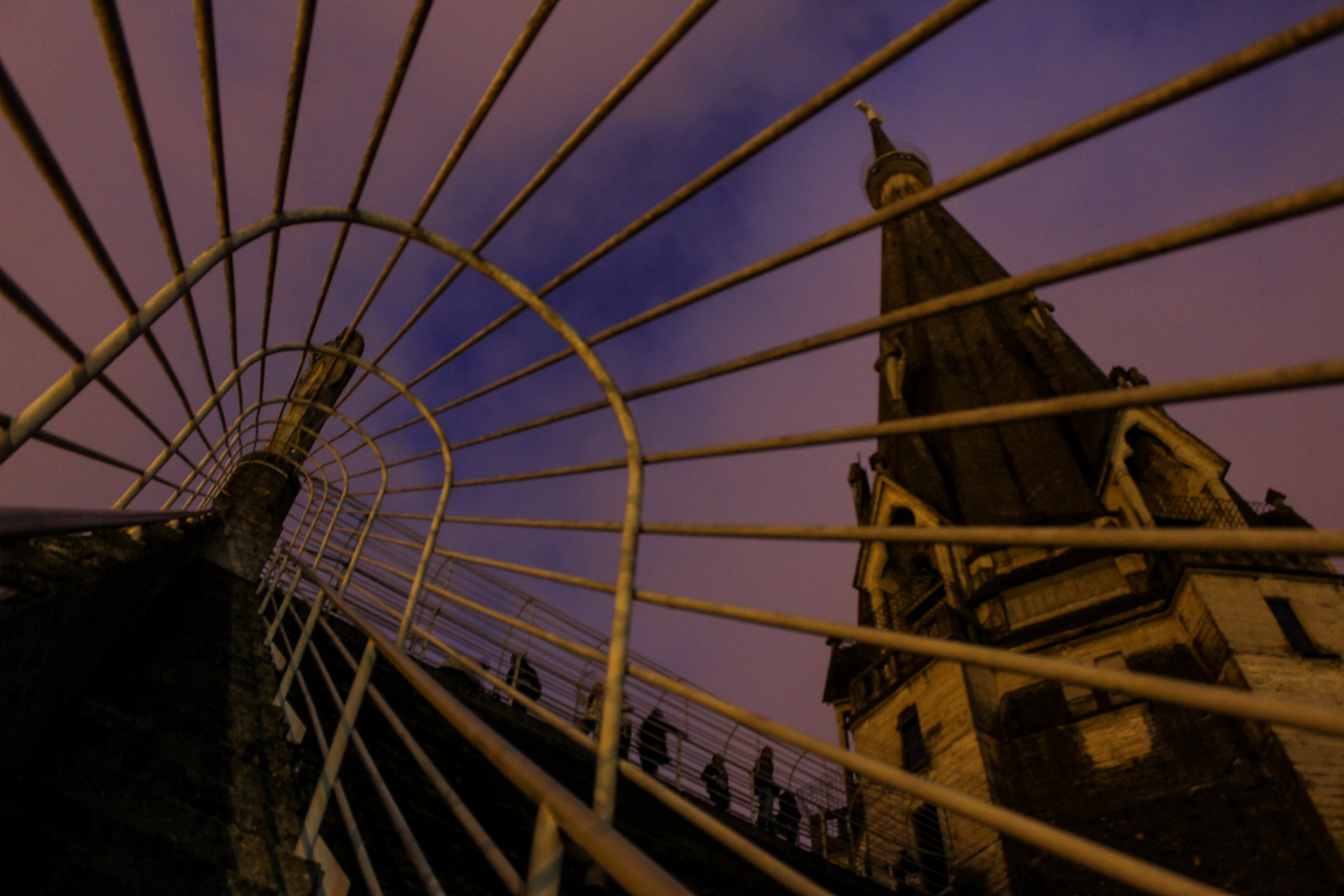
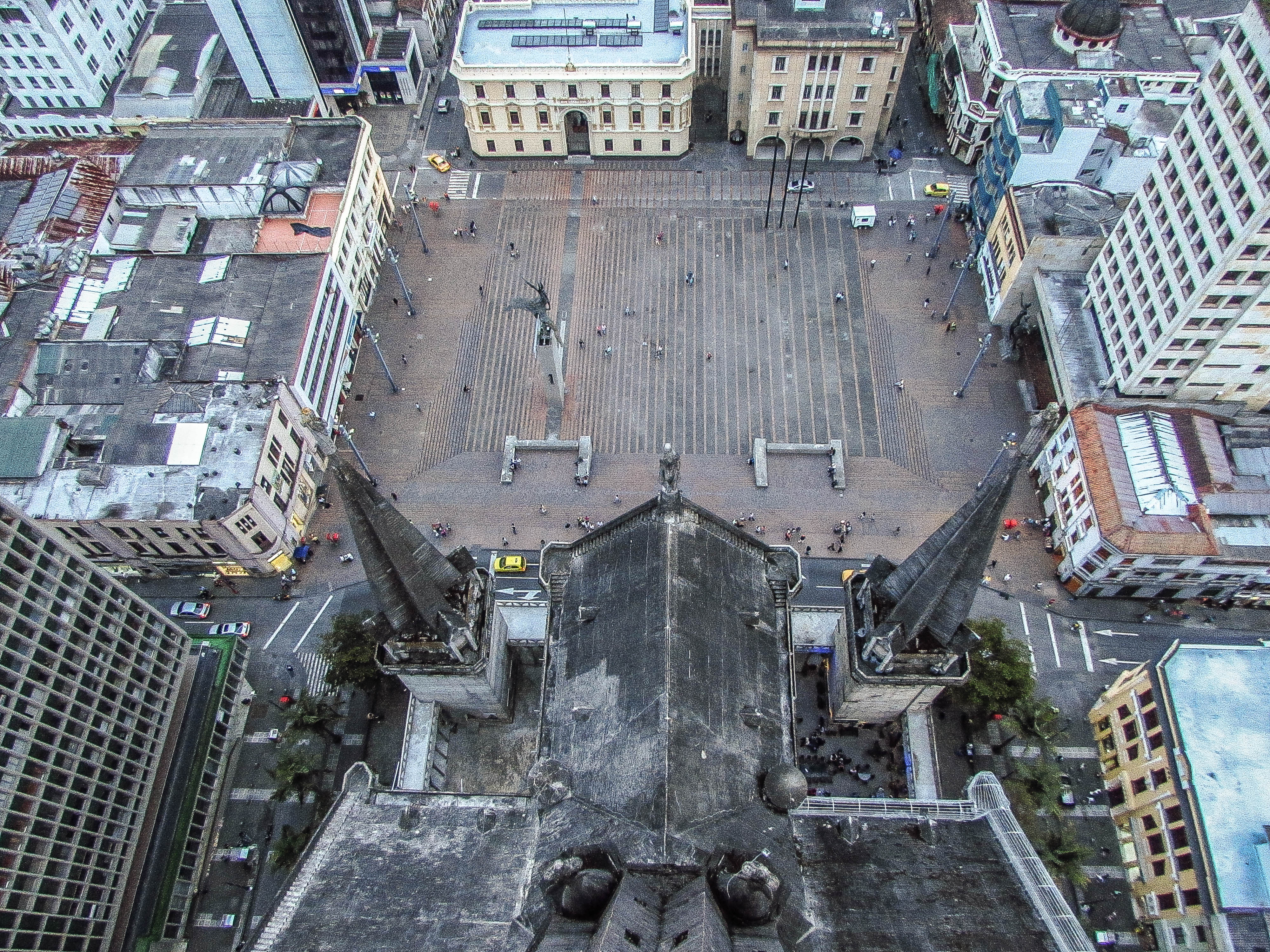

| Predecesor: Edificio Cubillos | Edificio más alto de Colombia 1936-1969 | Sucesor: Edificio Avianca |